# Laguneta Agua Dulce
Laguneta Agua Dulce är en sjö i Guatemala.   Den ligger i departementet Petén, i den norra delen av landet, 280 km norr om huvudstaden Guatemala City. Laguneta Agua Dulce ligger 41 meter över havet. Arean är 0,86 kvadratkilometer. Omgivningarna runt Laguneta Agua Dulce är en mosaik av jordbruksmark och naturlig växtlighet. Den sträcker sig 0,9 kilometer i nord-sydlig riktning, och 1,9 kilometer i öst-västlig riktning.